# 후지와라노 아쓰타다

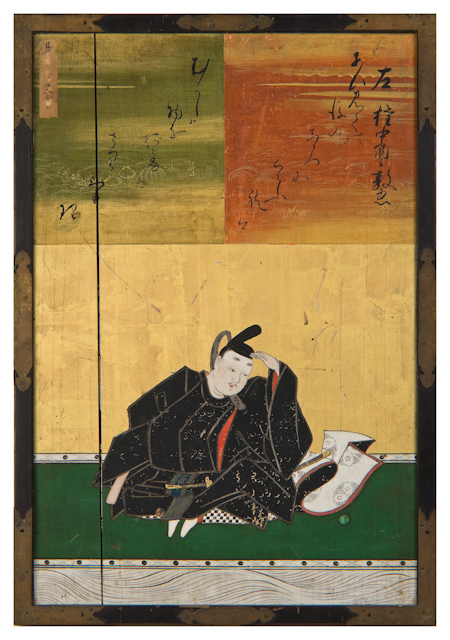
후지와라노 아쓰타다

후지와라노 아쓰타다(일본어: 藤原敦忠, 906년 ~ 943년 4월 18일(음력 3월 7일))는 일본 헤이안 시대의 귀족, 시인이다.

## 와카
```
사랑의 약속 이후의 애달픈 마음 생각해보니 예전의 그리움은 아무것도 아니라네
逢ひ見てののちの心にくらぶれば昔はものを思はざりけり
```